# سرو غمگین
سرو غمگین (به انگلیسی: Sad Cypress) رمانی جنایی اثر آگاتا کریستی است.
این کتاب که از مجموعه داستان‌های پوآرو می‌باشد در مارس ۱۹۴۰ در بریتانیا توسط انتشارات کولینز کرایم کلوب و در همان سال در آمریکا توسط انتشارات داد، مید اند کمپانی به چاپ رسیده‌است.
قیمت کتاب در بریتانیا ۸ شلینگ و ۳ پنسی و در آمریکا ۲ دلار بوده‌است.

## داستان
لینور کارلایل نامه‌ای از فردی ناشناس دریافت می‌کند که طبق آن عمه اش شیفته پرستار جوانش شده‌است.نام این پرستار ماری جرارد می‌باشد. او این موضوع را با رادی نامزدش مطرح می‌کند و تصمیم میگیرند به هانتریری بروند و در آنجا….